# 熊野村 (石川県)
熊野村（くまのむら）は、石川県羽咋郡に存在した村。
村の名称は、江戸時代に当地に存在した「熊野方郷」による。

## 地理・概要
- 現在の志賀町の中部（富来町（1954年ー2005年）においては南部）。
- 丘陵に囲まれた、米町川の上流と日用川の上流の谷、盆地の地域に位置する。

## 歴史
- 1889年（明治22年）4月1日 - 町村制の施行により、羽咋郡中山村、日下田村、町居村、豊後名村、三明村、中畠村、谷神（やちがみ）村、草木村、荒屋村及び日用村を廃し、その区域をもって羽咋郡熊野村を設置する。
- 1927年（昭和2年）6月30日 - 能登鉄道（後の北陸鉄道能登線）の能登高浜駅 - 三明駅間が開業、当村内に三明駅開業。
- 1951年（昭和26年） - 字谷神の区域の一部を字六実に設定する。
- 1954年（昭和29年）11月3日 - 羽咋郡富来町、福浦村、熊野村、稗造村、東増穂村、西増穂村、西海村及び西浦村を廃し、その区域をもって羽咋郡富来町を設置する。

## 交通
- 北陸鉄道能登線（廃線）
  - 三明駅
- 外浦街道（現在の国道249号）
- 石川県道48号福浦港中島線
- 羽咋健民自転車道　一般県道 羽咋巌門自転車道線

## 教育
- 1875年（明治8年）5月 - 三明にて三明小学校が設立
- 1909年（明治42年）6月 - 熊野村立熊野尋常小学校
- 1941年（昭和16年）4月 - 熊野村立熊野国民学校
- 1947年（昭和22年）4月 - 熊野村立熊野小学校、熊野村立熊野中学校併設校が開校。
- 1954年（昭和29年）11月 - 富来町立熊野小学校、富来町立熊野中学校となる。
- 1970年（昭和45年） - 熊野保育所　開所
- 1984年（昭和59年）4月 - 富来町立熊野中学校は、富来町立富来中学校と統合。現在は、志賀町立富来中学校
- 2003年（平成15年）4月1日 - 富来町立熊野小学校は、富来町立増穂小学校に統合。
- 2005年（平成17年）4月1日 - 富来町立増穂小学校は、富来町立富来小学校に統合。現在は、志賀町立富来小学校